# Paarl
Paarl (wymowa afrikaans: [ˈpɛːrəl]) – miasto w Południowej Afryce, jest największym miastem obok Kapsztadu w południowoafrykańskiej Prowincji Przylądkowej Zachodniej w dolinie rzeki Groot Berg, i posiada około 198 tys. mieszkańców. Paarl znajduje się około 50 km na północny wschód od Kapsztadu. Miasto zostało założone w 1690 roku. Ośrodek przemysłowo-handlowy i rolniczy, głównie uprawa winorośli i drzew cytrusowych, a także przemysł włókienniczy i spożywczy (m.in. produkcja win oraz przetwórstwo owocowe).
W mieście znajduje się muzeum hugenotów.